# コープデリ

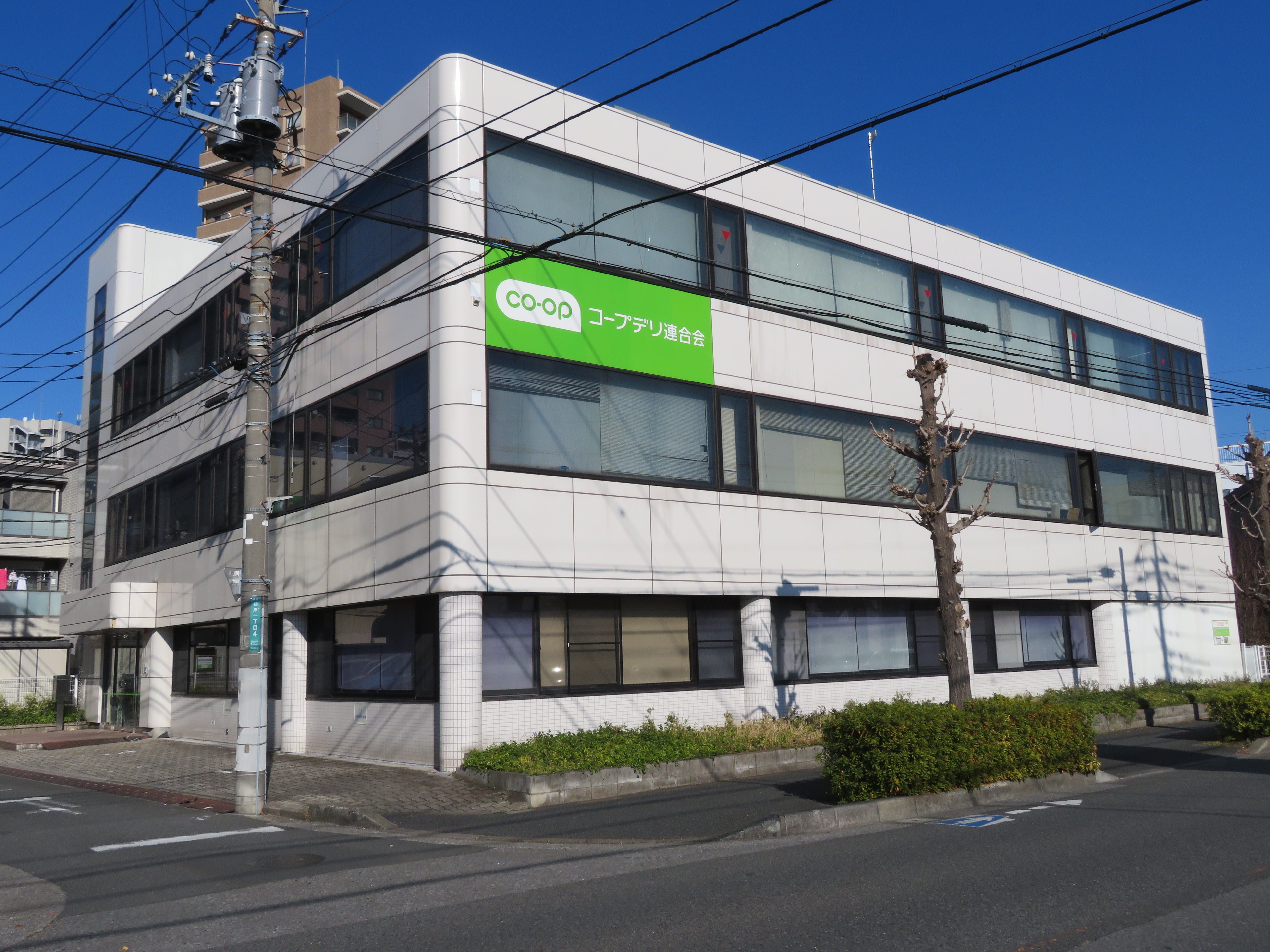
コープデリ生活協同組合連合会（東館）

コープデリ生活協同組合連合会は、埼玉県さいたま市南区根岸に本部を置く、東京、千葉、埼玉、茨城、栃木、群馬、長野、新潟など関東地方周辺の生活協同組合（生協）の連合会である（コープみらいなどの8生協が加盟）。そしてコープデリ自体は日本生活協同組合連合会に加盟している。
2017年6月17日、第26回通常総会にて組織名称を生活協同組合連合会コープネット事業連合から改称した。

## 概説
首都圏の各都県における加入者数1位の生活協同組合を中心とした組織。
関東地方のうち東京都、千葉県、埼玉県、茨城県、栃木県、群馬県の6都県及び、中部地方の長野県、新潟県を事業地域としている。
なお神奈川県、静岡県、山梨県は生活協同組合ユーコープの事業地域であり、コープデリには参加していない。

## 沿革
- 1986年（昭和61年）1月 - 茨城・栃木・群馬の北関東3県の10生活協同組合により「生活協同組合連合会北関東協同センター」を設立[4]。日本初となる県域を越えた事業連帯組織[4]。
- 1989年（平成元年）9月25日 - 「都民保険センター」設立[4]。
- 1990年（平成2年）11月 - 任意団体「東関東コープネットワーク」設立[4]。
- 1991年（平成3年）
  - 3月11日 - 「コープサービス」設立[4]。
  - 3月29日 - 「コープ開発」設立[4]。
- 1992年（平成4年）
  - 3月 - 生活協同組合連合会コープネット事業連合創立総会を開催[4]。
  - 7月21日 - 設立[5]。いばらきコープ、とちぎコープ、コープぐんま、ちばコープ、さいたまコープの5生協が参加[4]。
  - 11月 - 店舗システムを共同化し、第1次店舗システム運用を開始（EOS・POS）[4]。
- 1993年（平成5年）
  - 4月 - さいたまコープ日配センターの共同利用を開始[4]。
- 1994年（平成6年）
  - 2月 - コープネット会計システムの運用を開始[4]。
  - 3月 - 「北関東協同センター」商品部を統合[4]。
- 1995年（平成7年）
  - 5月 - 「商品検査センター」を開設[4]。
- 1998年（平成10年）
  - 4月 - 生鮮原料共同配送協定を締結[4]。
  - 5月 - 畜産仕入れ管理について全農と提携[4]。
  - 10月 - 日本生活協同組合連合会と桶川新店舗DCの共同利用を開始[4]。
  - 10月 - 生協商品案内紙の紙面を統一化[4]。
- 1999年（平成11年）6月 - コープとうきょうが加盟[4]。（6月11日の総代会で、コープネット事業連合への参加を決定[6]）
- 2000年（平成12年）
  - 8月 - 「コープネット農産センター」（ベジテック農産センター）を開設[4]。
  - 9月 - ISO14001の認証を取得[4]。
  - 9月 - 日本生活協同組合連合会と共同開発商品発売を開始[4]。
- 2001年（平成13年）
  - 3月 - 「コープ旅行センター」を設立[4]。
  - 10月 - 都民保険センターを存続会社として「コープネット保険センター」を設立し、保険業務を共同化[4]。
- 2002年（平成14年）
  - 3月 - 物流生産部を開設[4]。
  - 8月 - コープぐんまとさいたまがPC・日配センターの共同化を開始[4]。
  - 11月 - 美女木農産センターを開設[4]。
- 2003年（平成15年）
  - 2月 - 加盟組合の全会員向けにインターネット受注を開始[4]。
  - 3月 - コープとうきょうとシステム事業部統合[4]。
  - 3月 - 美野里物流センターの運営を移管[4]。
  - 10月 - 北関東協同センターを合併[4]。
  - 10月 - 共同購入の石岡青果集品センター・桶川ドライ集品センターを開設[4]。
- 2004年（平成16年）
  - 3月 - 桶川要冷集品センター、大宮・川本グロサリー集品センターの運営を移管[4]。
  - 7月 - 「境食肉センター」をコープネットの子会社化[4]。
  - 11月 - 葬祭事業を「コープサービス」へ移管[4]。
- 2005年（平成17年）
  - 4月 - 非食品媒体「いろどり生活」を日本生活協同組合連合会へ移管し、名称を「キャロット」へ変更[4]。
  - 6月 - コープながのが加盟[4]。
  - 6月 - 小山新要冷集品センターを開設[4]。
  - 8月 - コープとうきょうの子会社協栄流通を子会社化し、コープネットの子会社として物流や配送機能を統一[4]。
  - 8月 - POS・業務システム・MDを完全統合[4]。
  - 9月 - さいたまコープの子会社「コープ開発（現・協同開発）」を子会社化し、コープネットの子会社として全会員生協を対象とした不動産の売買・賃貸借・管理・仲介等を開始[4]。
- 2006年（平成18年）
  - 4月 - 柏青果集品センターを開設[4]。
  - 3月22日 - 子会社「コープワーキングサポート」（事業所の営繕・清掃、店舗事業・宅配事業等の業務請負）を設立[4]。
  - 6月 - 商品案内本誌の名称を「ハピ・デリ！」に統一[4]。
  - 12月 - さいたまコープ・コープとうきょうの労働組合が合併し、コープネット労働組合を設立[4]。
- 2007年（平成19年）
  - 1月 - シンボルマークを統一（愛称：グリーンバルーン）[4]。
  - 1月 - ユーコープ事業連合と「コープネット・ユーコープ連帯トップ協議会」、「コープネット・ユーコープ連帯協議会」を設置[4]。
  - 3月 - 塩尻青果集品センター[4]。
  - 6月 - 市民生協にいがた（現・コープにいがた）が加盟[4]。
  - 7月 - 「コープ開発」を「協同開発」に社名変更[4]。
  - 10月 - コープながのが「コープネット保険センター」に参加[4]。
- 2008年（平成20年）
  - 1月 - 「ユーコープ事業連合」との事業連合方針を解消[4]。
  - 2月 - ちばコープが「コープネット保険センター」に参加[4]。
  - 4月 - 品質保証本部を設置[4]。
  - 10月 - 食品安全マネジメントシステムを構築し、運用を開始[4]。
- 2009年（平成21年）
  - - 新潟青果集品センターを開設[4]。
  - 2月 - コープにいがたが「コープネット保険センター」に参加[4]。
  - 3月 - 「コープ旅行センター」が廃業し、日本生活協同組合連合会・旅行部へ事業を移管[4]。
  - 6月22日 - 印西冷凍センターを開設し[7]、美野里物流センターの物流業務を印西冷凍センターと小山要冷集品センターへ移管[4]。
  - 10月 - 「境食肉センター」を「コープネットフーズ」に社名変更[4]。
  - 10月21日 - 所沢・桶川の生鮮センターも統合し、水産・畜産のPCセンターを開設[4]。
- 2010年（平成22年）
  - 1月 - 野田グロサリー集品センターを開設し、コープネットグループの店舗物流と商品在庫保管センターの機能を統一[4]。
  - 7月 - 野田グロサリー集品センターを宅配事業のグロサリー商品の集品を担う物流センターとして稼働し、ちばコープの袖ヶ浦食品集品センター・白井生活用品集品センターの物流業務を移管[4]。
  - 10月18日 - 「夕食宅配」事業を開始[8]
  - 12月 - 旧桶川日配センターを改修し、ミンチなどを製造する「桶川IQF センター」を開設[4]。
- 2011年（平成23年）
  - 9月 - 高齢者向け媒体「いきいきくらす」の発行を開始[4]。
  - 9月 - コープとうきょうで「夕食宅配」事業を開始[4]。
  - 10月 - さいたまコープで「夕食宅配」事業を開始[4]。
- 2012年（平成24年）
  - 3月 - いばらきコープで「夕食宅配」事業を開始[4]。

## 加盟生協
- 生活協同組合コープみらい（本部：埼玉県さいたま市南区・組合員数：約241万人）
  - 2013年（平成25年）3月21日にとうきょう・ちば・さいたまの3生協が合併して発足[9][10]（存続法人はさいたまコープ[11]）。
- いばらきコープ生活協同組合（本部：茨城県小美玉市・組合員数：約22万人）
- とちぎコープ生活協同組合（本部：栃木県宇都宮市・組合員数：約19万人）
- 生活協同組合コープぐんま（本部：群馬県桐生市・組合員数：約20万人）
- 生活協同組合コープながの（本部：長野県長野市・組合員数：約20万人）
- 生活協同組合コープにいがた（本部：新潟県新潟市・組合員数：約6万人）